# 元祖高木ブー伝説
『元祖高木ブー伝説』（がんそたかぎブーでんせつ）は、筋肉少女帯のメジャー2枚目のシングルである。1989年12月5日にトイズファクトリーより発売された。

## 解説
- オリコン週間チャートにおいて最高8位、11週に渡るランクインを記録した。筋肉少女帯最大のヒットシングルである。
- 失恋男の憂い・無念という重くありがちなテーマを、高木ブーのザ・ドリフターズのコントにおける役割に喩えて作られた曲であり、発売2年前の1987年7月にナゴムレコードから発売されたEP『高木ブー伝説』のリメイク版である。漫画家の丸尾末広が手がけたジャケットには白塗りの顔に黒マントという魔術師風な出で立ちの高木ブーの似顔絵、バックには象、虎、花火などが描かれている。元々の案では象の背中に乗った筋少のメンバーも描かれていたが、メンバーからの判断により消されている。
- 当初、イザワオフィス（ザ・ドリフターズの所属事務所）側からは激しい反発や抗議を受けたが、高木本人が「若い奴が馬鹿やって頑張ってるんだから許してあげようよ」と寛大な姿勢を見せたため、発売の見込みができた。そして高木が『筋肉少女帯の深夜改造計画!』（日本テレビ）にゲスト出演して公の場で和解したことにより、正式に発売可能となった。その後高木はこの曲をきっかけに筋肉少女帯のライブに足を運ぶようになるなど筋肉少女帯との交流とセッションを図るようになった。これに応え、大槻ケンヂも恩返しで高木経営のバーでのステージ等に自ら進んでゲスト出演するほか、『徹子の部屋』（テレビ朝日）出演時や著書などでも高木への感謝と賛辞を述べている。
- 大槻によると、ザ・スターリンの「天プラ」に発想を得て「元祖高木ブー伝説」を作ったという[1]。

## 収録曲
1. 元祖高木ブー伝説
  - 作詞、作曲：大槻ケンヂ / 編曲：筋肉少女帯
2. 星の夜のボート
  - 作詞：大槻ケンヂ / 作曲：内田雄一郎 / 編曲：筋肉少女帯

## 収録アルバム
- サーカス団パノラマ島へ帰る（#1）
- 猫のテブクロ（#2）
- 筋少の大水銀 (#1#2)